# Liste der Biografien/Lur
Liste der Biografien |
Portal Biografien |
Personensuche
# |
A |
B |
C |
D |
E |
F |
G |
H |
I |
J |
K |
L |
M |
N |
O |
P |
Q |
R |
S |
T |
U |
V |
W |
X |
Y |
Z |
?
 
La |
Lb |
Lc |
Le |
Lg |
Lh |
Li |
Lj |
Ll |
Lm |
Lo |
Lp |
Lt |
Lu |
Lv |
Lw |
Lx |
Ly |
Lz
 
Lua |
Lub |
Luc |
Lud |
Lue |
Luf |
Lug |
Luh |
Lui |
Luj |
Luk |
Lul |
Lum |
Lun |
Luo |
Lup |
Luq |
Lur |
Lus |
Lut |
Luu |
Luv |
Luw |
Lux |
Luy |
Luz
Die Liste der Biografien führt alle Personen auf, die in der deutschsprachigen Wikipedia einen Artikel haben. Dieses ist eine Teilliste mit 92 Einträgen von Personen, deren Namen mit den Buchstaben „Lur“ beginnt.

## Lur

### Lura
- Lura (* 1975), kap-verdische Sängerin und Komponistin
- Luraghi, Nino (* 1964), italienischer Althistoriker
- Lurago, Anselmo († 1765), italienischer Baumeister
- Lurago, Carlo (1615–1684), italienischer Architekt
- Lurani, Giovanni (1905–1995), italienischer Automobildesigner und Autorennfahrer
- Luraschi, Mario (* 1947), französischer StuntmanMario Luraschi (* 1947)

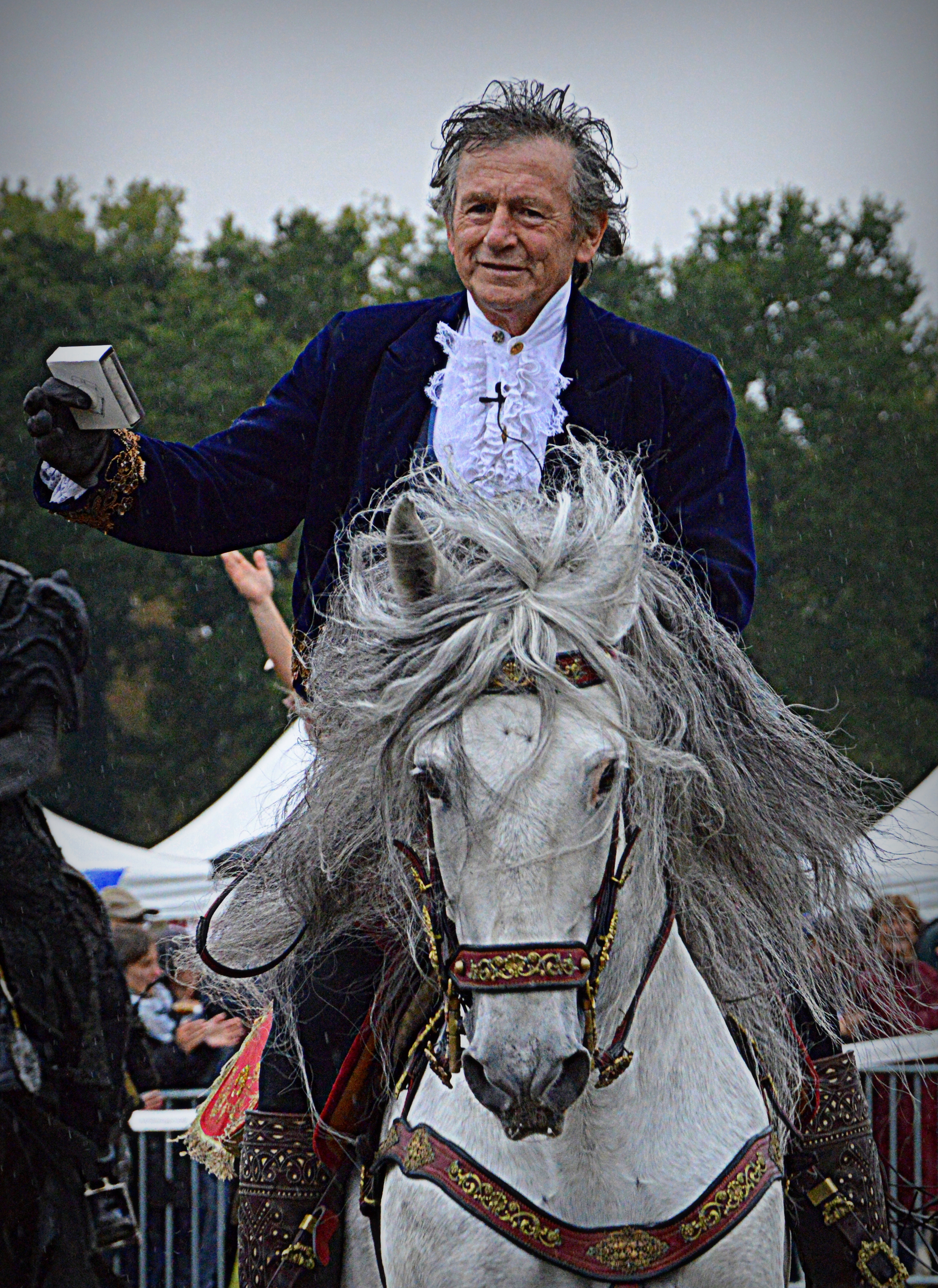
Mario Luraschi (* 1947)

- Lurati, Agostino (* 1936), Schweizer Lokalhistoriker, Forscher und Publizist
- Lurati, Bernardino (1829–1880), Schweizer Politiker, Tessiner Grossrat und Nationalrat
- Lurati, Carlo (1804–1865), Schweizer Arzt, Offizier, Politiker, Tessiner Grossrat und Staatsrat
- Lurati, Claudio (* 1962), italienischer Ordensgeistlicher, Apostolischer Vikar von Alexandria in Ägypten
- Lurati, Fausto (1929–2015), Schweizer Radrennfahrer
- Lurati, Giovanni (1858–1918), Schweizer Jurist und Politiker
- Lurati, Luigi (1936–1967), Schweizer Maler
- Lurati, Ottavio (1938–2023), Schweizer Sprachwissenschaftler

### Lurb
- Lürbke, Marc (* 1977), deutscher Politiker (FDP), MdL

### Lurc
- Lurçat, André (1894–1970), französischer Architekt
- Lurçat, Jean (1892–1966), französischer Maler, Keramiker und Bildwirker
- Lurcy, Georges (1891–1953), französisch-US-amerikanischer Bankier, Unternehmer und Kunstsammler

### Lurd
- Lurdes Mutola, Maria de (* 1972), mosambikanische MittelstreckenläuferinMaria de Lurdes Mutola (* 1972)

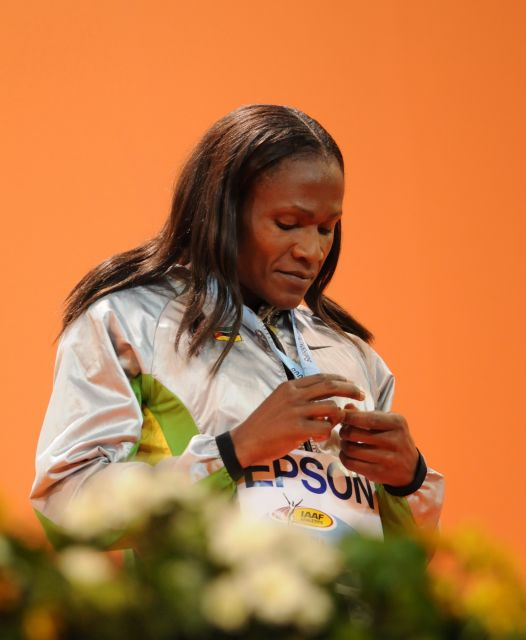
Maria de Lurdes Mutola (* 1972)

### Lure
- Lurel, Victorin (* 1951), französischer Politiker (PS), Mitglied der Nationalversammlung
- Lürenbaum, Karl (1900–1983), deutscher Flugmotorentechniker

### Lurg
- Lurgenstein, Walter (1906–1964), deutscher Politiker (SPD), MdL
- Lurger, Brigitta (* 1967), österreichische Juristin

### Luri
- Luria, Elaine (* 1975), US-amerikanische Politikerin der Demokratischen Partei
- Luria, Isaak (1534–1572), Rabbiner und Kabbalist
- Luria, Juan (1862–1943), polnischer Opernsänger (Bariton) und Gesangspädagoge
- Luria, Salomo (1510–1573), jüdischer Gelehrter
- Luria, Salvador Edward (1912–1991), italienisch-US-amerikanischer Mikrobiologe
- Lurich, Georg (1876–1920), estnischer Ringer und Gewichtheber
- Lurie, Alison (1926–2020), US-amerikanische Schriftstellerin und Literaturwissenschaftlerin
- Lurie, Anatoli Isaakowitsch (1901–1980), sowjetischer Ingenieurwissenschaftler
- Lurie, Boris (1924–2008), US-amerikanischer bildender Künstler und Autor
- Lurie, Cerf (1897–1987), französischer Politiker (UNR), Mitglied der Nationalversammlung
- Lurie, Daniel (* 1977), US-amerikanische Politiker, Bürgermeister von San Francisco
- Lurie, Deborah (* 1974), US-amerikanische Filmkomponistin
- Lurie, Evan (* 1954), US-amerikanischer Fusionmusiker und Filmkomponist
- Lurie, Jacob (* 1977), US-amerikanischer Mathematiker
- Lurie, Jeffrey (* 1951), US-amerikanischer Unternehmer und Besitzer des American-Football-Teams Philadelphia Eagles
- Lurie, Jessica (* 1967), US-amerikanische Jazzmusikerin
- Lurie, John (* 1952), US-amerikanischer Komponist, Musiker, Schauspieler, Filmproduzent und Musikproduzent sowie Maler und AutorJohn Lurie (* 1952)

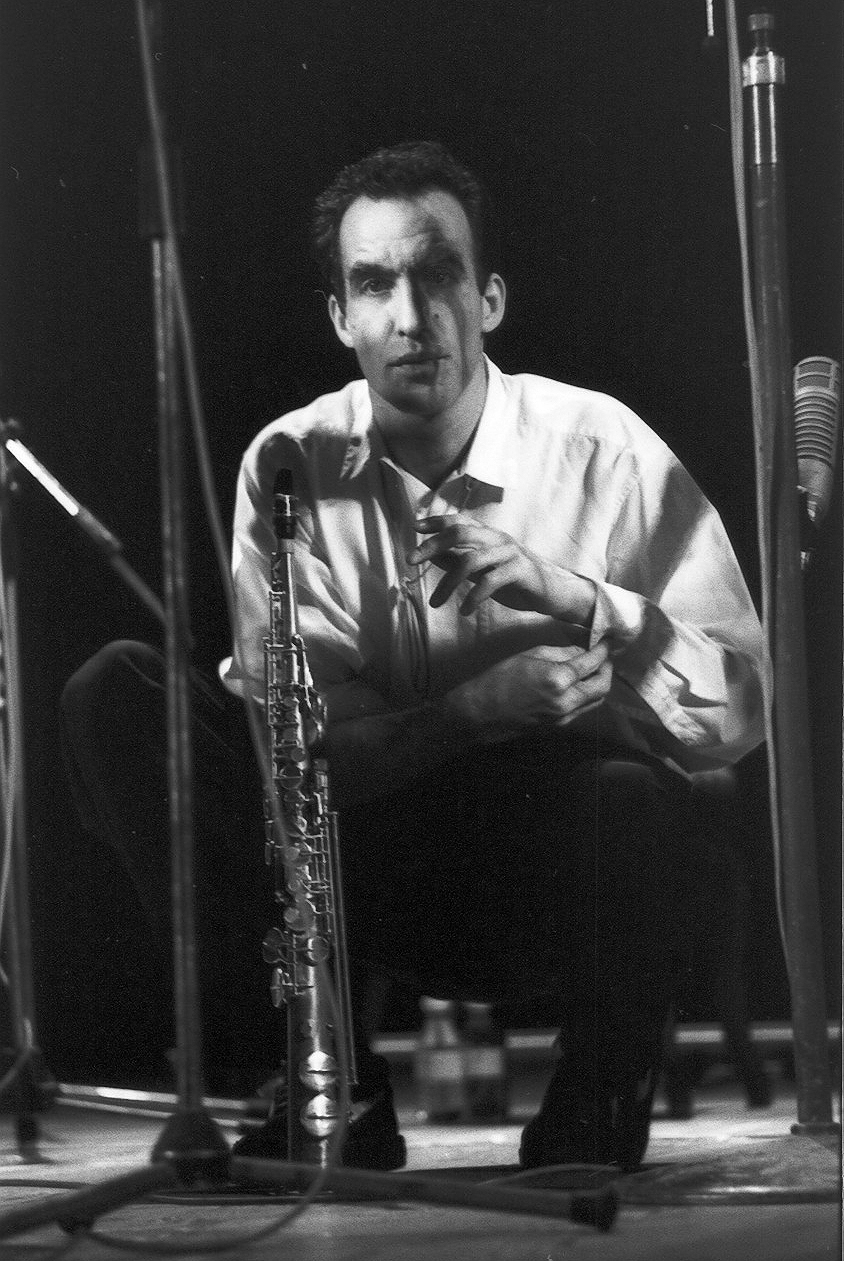
John Lurie (* 1952)

- Lurie, Konstantin Anatol'evich (* 1935), russischer Mathematiker und Hochschullehrer
- Lurie, Nancy Oestreich (1924–2017), US-amerikanische Anthropologin
- Lurie, Ranan (1932–2022), US-amerikanischer Karikaturist und Publizist
- Lurie, Rod (* 1962), US-amerikanischer Film- und Fernsehregisseur, Drehbuchautor, Filmproduzent und Filmkritiker
- Lürig, Heiner (* 1954), deutscher Musiker, Gitarrist, Produzent, Komponist und Musical-Autor
- Lürig, Lars (* 1975), deutscher Schwimmer und Lehrer
- Lurija, Alexander Romanowitsch (1902–1977), sowjetischer NeurologeAlexander Romanowitsch Lurija (1902–1977)

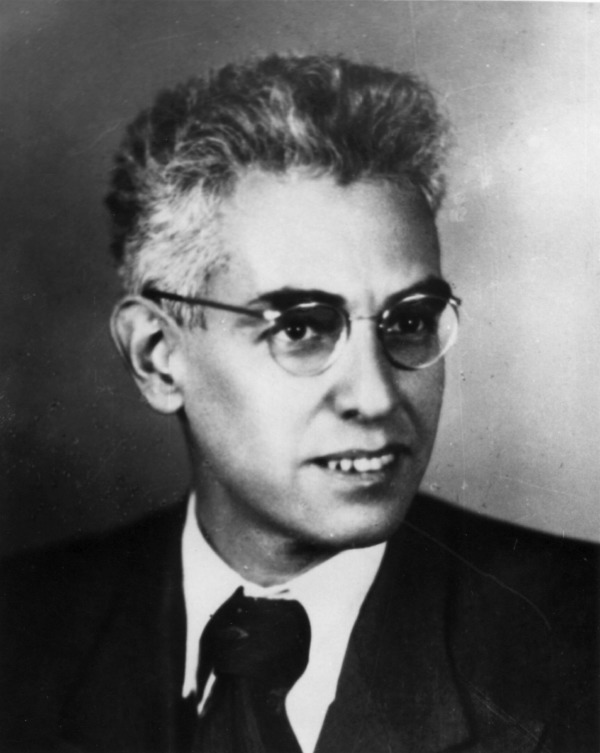
Alexander Romanowitsch Lurija (1902–1977)

- Lüring, Christian (* 1975), deutscher Orthopäde
- Lurio, Don (1929–2003), italienischer Tänzer und Choreograf
- Lurion, Maxime (1875–1948), österreichischer Radrennfahrer und Gastronom

### Lurj
- Lurjē, Mihails (* 1908), lettischer Fußballspieler

### Lurk
- Lürken, Franz (1890–1937), deutscher Politiker (Zentrum), Bürgermeister von Dorsten und St. Mauritz
- Lürken, Franz Wilhelm (1886–1944), deutscher Politiker, Oberbürgermeister der Bundesstadt Bonn
- Lurker, Manfred (1928–1990), deutscher Realschullehrer, Privatgelehrter und Symbolforscher
- Lurker, Otto (1896–1949), Gefängniswachtmeister von Adolf Hitler während dessen Festungshaft in Landsberg

### Lurl
- Lurling, Anthony (* 1977), niederländischer Fußballspieler

### Lurm
- Lürman, August (1820–1902), deutscher Staatsanwalt, Bremer Senator und Bürgermeister
- Lürman, Theodor (1861–1932), deutscher Richter und Politiker, MdBB, Bremer Senator
- Lürman, Theodor Gerhard (1789–1865), deutscher Kaufmann und Ältermann
- Lürmann, Bente (* 2005), deutsche Bahnradsportlerin
- Lürmann, Fritz Wilhelm (1834–1919), deutscher Hütteningenieur
- Lürmann, Werner (1897–1958), deutscher Dichter

### Luro
- Lurot, Maurice (* 1940), französischer Mittelstreckenläufer
- Lurot, Michèle (* 1943), französische Sprinterin
- Lüroth, Jacob (1844–1910), deutscher Mathematiker
- Lurowa, Leila (* 1968), kirgisische Politikerin (Yntymak)

### Lurs
- Lursan Thiamrat (* 1991), thailändischer Fußballspieler
- Lürssen, Eduard (1840–1891), deutscher Bildhauer und Medailleur
- Lürssen, Elisabeth (1880–1972), deutsche Richterin und Politikerin (DVP, BDV, FDP), MdBB und Bremer Senatorin
- Lürßen, Ernst (1930–2020), deutscher Psychiater und Psychoanalytiker
- Lürßen, Friedrich (1851–1916), deutscher Schiffbauer und WerftbesitzerFriedrich Lürßen (1851–1916)

Friedrich Lürßen (1851–1916)

- Lürßen, Johann Christian (1811–1871), deutscher Korkfabrikant und Abgeordneter des Oldenburger Landtags
- Lürssen, Johanna (1881–1966), deutsche Pädagogin

### Lurt
- Lurton, André (1924–2019), französischer Winzer und Initiator der AOC Pessac-Léognan, Bordeaux
- Lurton, Gilles (* 1963), französischer Politiker, Mitglied der Nationalversammlung
- Lurton, Horace Harmon (1844–1914), US-amerikanischer Jurist
- Lürtzing, Karl (1872–1911), deutscher Maler, Freskant und Radierer

### Lurv
- Lurvik, Olaf (* 1963), norwegischer Radrennfahrer
- Lurvink, Jan (* 1965), Schweizer Schriftsteller
- Lurvink, Louis (* 2002), Schweizer Fussballspieler

### Lurz
- Lurz, Dagmar (* 1959), deutsche Eiskunstläuferin
- Lurz, Gerd, deutscher Drehbuchautor
- Lurz, Leonhard (1895–1977), deutscher Urologe und Autor
- Lurz, Ludwig (1945–2015), deutscher Fußballspieler
- Lurz, Michael (* 1851), deutscher Zollbeamter und Politiker (Zentrum), MdR
- Lurz, Philipp (* 1979), deutscher Kardiologe und Hochschullehrer
- Lurz, Raimund (* 1872), deutscher Verwaltungsjurist und Bezirksamtmann in Bad Tölz
- Lurz, Stefan (* 1977), deutscher Schwimmtrainer
- Lurz, Thomas (* 1979), deutscher SchwimmerThomas Lurz (* 1979)

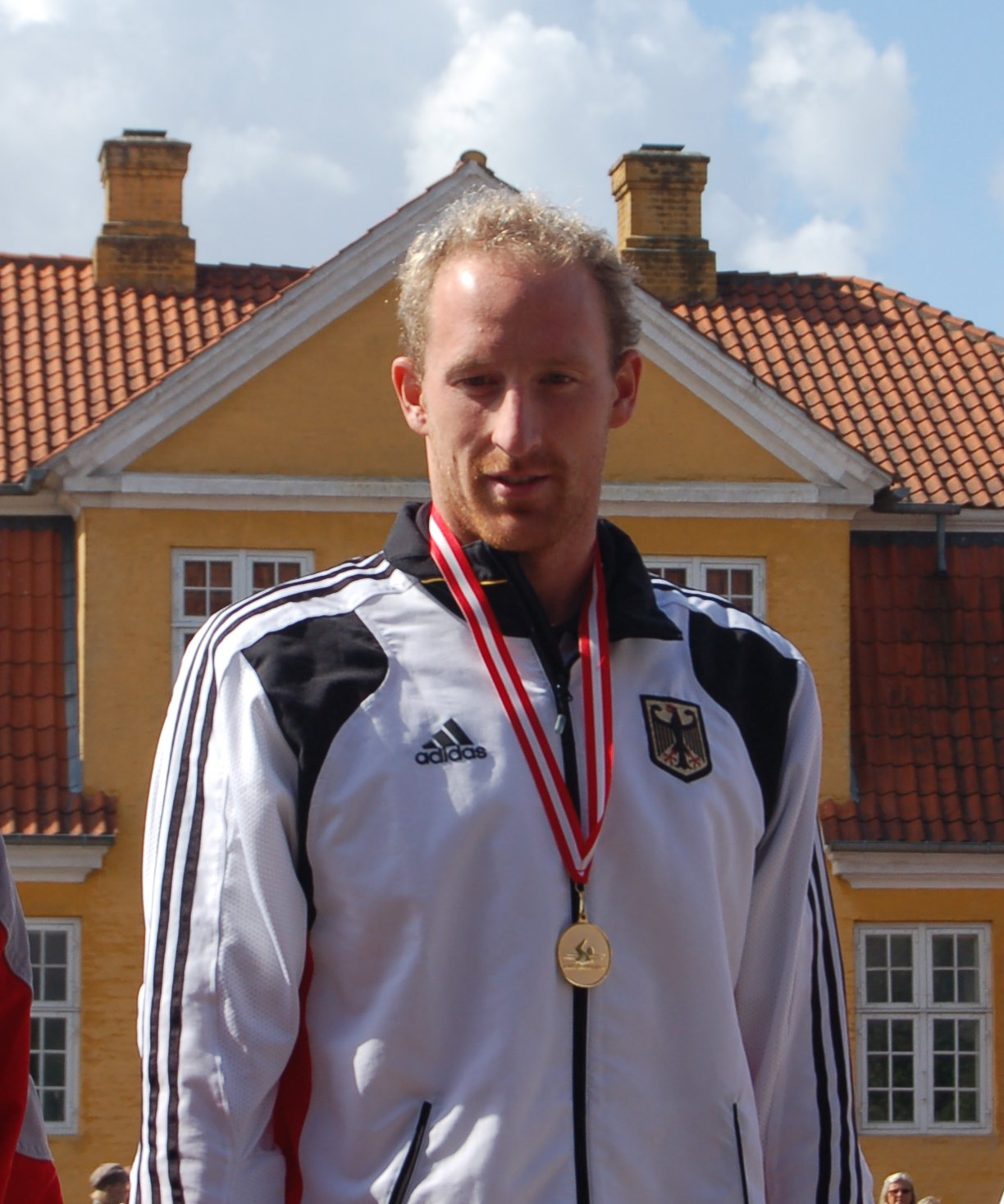
Thomas Lurz (* 1979)

- Lurz, Wilhelm (1902–1990), deutscher römisch-katholischer Theologe
- Lürzer von Zechenthal, Anselm (1661–1718), salzburgischer römisch-katholischer Theologe, Abt des Stifts Admont
- Lürzer, Walter (1942–2011), österreichischer Universitätsprofessor und Werber